# Portnipa
Portnipa (norwegisch für Torspitze) ist der 2665 m hohe Gipfel des Von Essenskarvet in der Gjelsvikfjella des ostantarktischen Königin-Maud-Lands. Er ragt am südwestlichen Ende der Gjelsvikfjella auf.
Erste Luftaufnahmen des Bergs entstanden bei der Deutschen Antarktischen Expedition (1938–1939) unter der Leitung des Polarforschers Alfred Ritscher. Norwegische Kartografen, die ihn auch nach dem benachbarten Gebirgspass Porten benannten, nahmen anhand von Luftaufnahmen und Vermessungen der Norwegisch-Britisch-Schwedischen Antarktisexpedition (1949–1952) und zwischen 1958 und 1959 entstandener Luftaufnahmen der Dritten Norwegischen Antarktisexpedition (1956–1960) eine Kartierung vor.